# Obština Roman
Obština Roman (bulharsky Община Роман) je bulharská jednotka územní samosprávy ve Vracké oblasti. Leží v severozápadním Bulharsku v západním Předbalkánu. Sídlem obštiny je město Roman, kromě něj zahrnuje obština 12 vesnic. Žije zde přes 5 tisíc obyvatel.

## Sídla
- Dolna Bešovica[p 1]
- Chubavene[p 1]
- Kameno Pole[p 1]
- Karaš
- Kunino[p 1]
- Kurnovo[p 1]
- Markovo Ravnište
- Radovene[p 1]
- Roman[p 2] (sídlo správy)
- Siňo Bărdo[p 1]
- Sredni Răt
- Stojanovci[p 1]
- Strupec[p 1]

## Sousední obštiny
| Růžice kompasu | Vraca     | Bjala Slatina | Červen Brjag | Růžice kompasu |
| Růžice kompasu | Mezdra    | Sever         | Lukovit      | Růžice kompasu |
| Růžice kompasu | Mezdra    | Obština Roman | Lukovit      | Růžice kompasu |
| Růžice kompasu | Mezdra    | Jih           | Lukovit      | Růžice kompasu |
| Růžice kompasu | Botevgrad | Pravec        | Jablanica    | Růžice kompasu |

## Obyvatelstvo
K 15. prosinci 2024 v obštině žilo 5 561 obyvatel a bylo zde trvale hlášeno 5 278 obyvatel. Podle sčítání 7. září 2021 bylo národnostní složení následující:
- Bulhaři: 4 474 (93.9 %)
- Romové: 266 (5.6 %)
- Turci: 5 (0.1 %)
- ostatní[p 4]: 18 (0.4 %)

V období 2011 až 2021 v obštině ubylo 1 067 obyvatel.